# 1727
1727 (MDCCXXVII) byl rok, který dle gregoriánského kalendáře započal středou.

## Události
- 11. února – Španělsko zahájilo obléhání Gibraltaru a začala tak dvouletá anglo-španělská válka.
- 17. května – Po dvou letech vlády zemřela ruská carevna Kateřina I. a na trůn usedl Petr II.
- 11. června – Zemřel anglický král Jiří I. a na trůn nastoupil Jiří II.
- 13. srpna – den považovaný za vznik Obnovené Jednoty bratrské (Unitas Fratrum)
- celozemský soupis židovských domů a jejich obyvatel i s plánky měst a městeček s vyznačením židovských obydlí
- V Anglii vyšla kniha Vegetable statics (Rostlinná statistika) přírodovědce a fyzika Stephena Halese, zakladatele oboru fyziologie rostlin.

### Probíhající události
- 1718–1730 – Tulipánová éra
- 1727–1729 – Anglo-španělská válka

## Narození

### Česko
- 19. února – Josef František Fortin, stavitel knížecího dvora v Českém Krumlově († 5. července 1762)
- 8. dubna – Jan Tadeáš Antonín Peithner z Lichtenfelsu, báňský geolog a přírodovědec († 22. června 1792)
- 20. dubna – Josef Jáchym Redelmayer, malíř, freskař a divadelní dekoratér († 13. února 1788)
- 3. října – Emerich Václav Petřík, violoncellista a skladatel († 22. srpna 1798)
- 31. prosince – Leopold Vilém Krakowský z Kolowrat, politik  († 2. listopadu 1809)
- neznámé datum – Ignác Frey, malíř a mědirytec († 1790)

### Svět
- 7. ledna – Pierre-Montan Berton, francouzský zpěvák, hudební skladatel a dirigent († 14. května 1780)
- 30. ledna – József Batthyány, uherský biskup a kardinál († 23. října 1799)
- 8. února – Jean-André Deluc, švýcarský geolog a meteorolog († 7. listopadu 1817)
- 16. února – Nikolaus Joseph von Jacquin, nizozemsko-francouzsko-rakouský botanik († 26. října 1817)
- 11. března – Andrew Planche, anglický klenotník a hrnčíř († 1805)
- 28. března – Maxmilián III. Josef, bavorský kurfiřt († 30. prosince 1777)
- 30. března – Tommaso Traetta, italský hudební skladatel († 6. dubna 1779)
- 5. dubna – Pasquale Anfossi, italský hudební skladatel († únor 1797)
- 7. dubna – Michel Adanson, francouzský etnolog a přírodovědec († 3. srpna 1806)
- 12. dubna – Gaspare Gabellone, italský skladatel († 22. března 1796)
- 10. května – Anne Robert Jacques Turgot, francouzský ekonom a státník († 18. března 1781)
- 14. května
  - Thomas Gainsborough, anglický malíř († 2. srpna 1788)
  - Jurij Mjeń, hornolužický spisovatel, básník a kazatel († 22. srpna 1785)
- 19. května – Felix Ivo Leicher, vídeňský malíř († 20. února 1812)
- 20. července – Nicolás Fernández de Moratín, španělský básník a dramatik († 11. května 1780)
- 14. srpna – Luisa Alžběta Francouzská, dcera francouzského krále Ludvíka XV., parmská vévodkyně († 6. prosince 1759)
- 30. srpna – Giandomenico Tiepolo, italský rokokový malíř a grafik († 3. března 1804)
- 1. září – Jean-Baptiste Gobel, francouzský politik a biskup († 13. dubna 1794)
- 2. října – Ignaz Schiffermüller, rakouský entomolog († 21. června 1806)
- 20. listopadu – Marie Josefa z Harrachu, lichtenštejnská kněžna, provdaná Lobkovicová († 15. února 1788)
- 24. prosince – Amandus Ivančič, rakouský skladatel († 1762)

## Úmrtí

### Česko
- 9. dubna – Vít Václav Kaňka, stavitel (* 7. června 1650)

### Svět

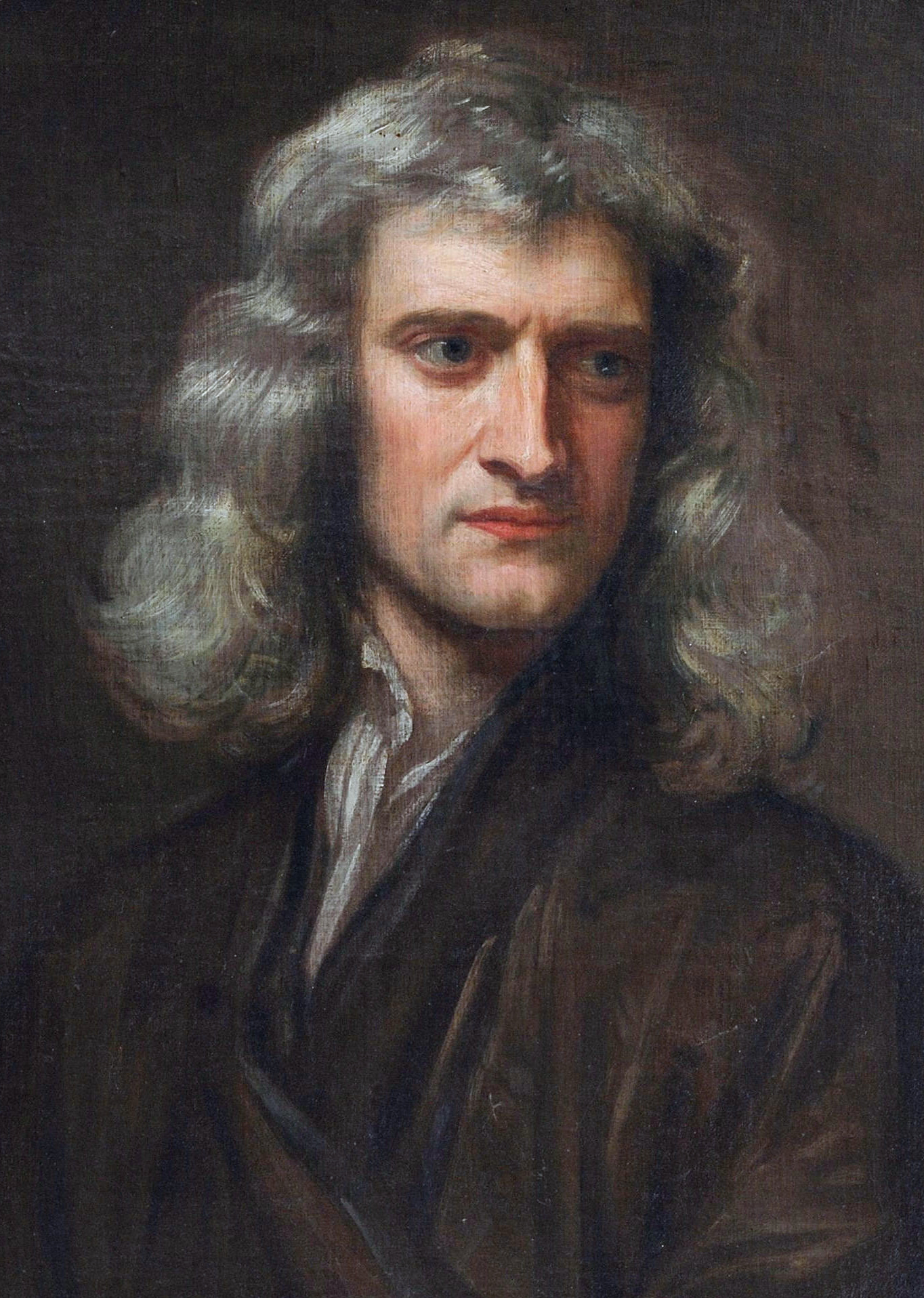
Isaac Newton († 31. března)

- 22. března – Francesco Gasparini, italský hudební skladatel (* 19. března 1668)
- 31. března – Isaac Newton, anglický fyzik, matematik, astronom, přírodní filozof, alchymista a teolog (* 4. ledna 1643)
- 18. dubna – Matthias Steinl, rakouský architekt, řezbář a sochař (* 1644)
- 19. dubna – Emetullah Sultan, osmanská princezna a dcera sultána Mustafy II. (* 1701)
- 17. května – Kateřina I., ruská carevna (* 15. dubna 1684)
- 31. května – Karel August Šlesvicko-Holštýnsko-Gottorpský, německý protestantský biskup (* 26. listopadu 1706
- 8. června – August Hermann Francke, německý teolog a pedagog (* 22. března 1663)
- 11. června – Jiří I., král Velké Británie a Irska (* 28. května 1660)
- 4. září – Kristýna Eberhardýna Hohenzollernská, polská královna jako manželka Augusta II. Silného (* 19. prosince 1671)
- 25. září – Jacques Abbadie, francouzský protestantský teolog a spisovatel (* 3. května 1654)
- 4. prosince – Žofie Vilemína Sasko-Kobursko-Saalfeldská, německá šlechtična (* 9. srpna 1693)

## Hlavy států

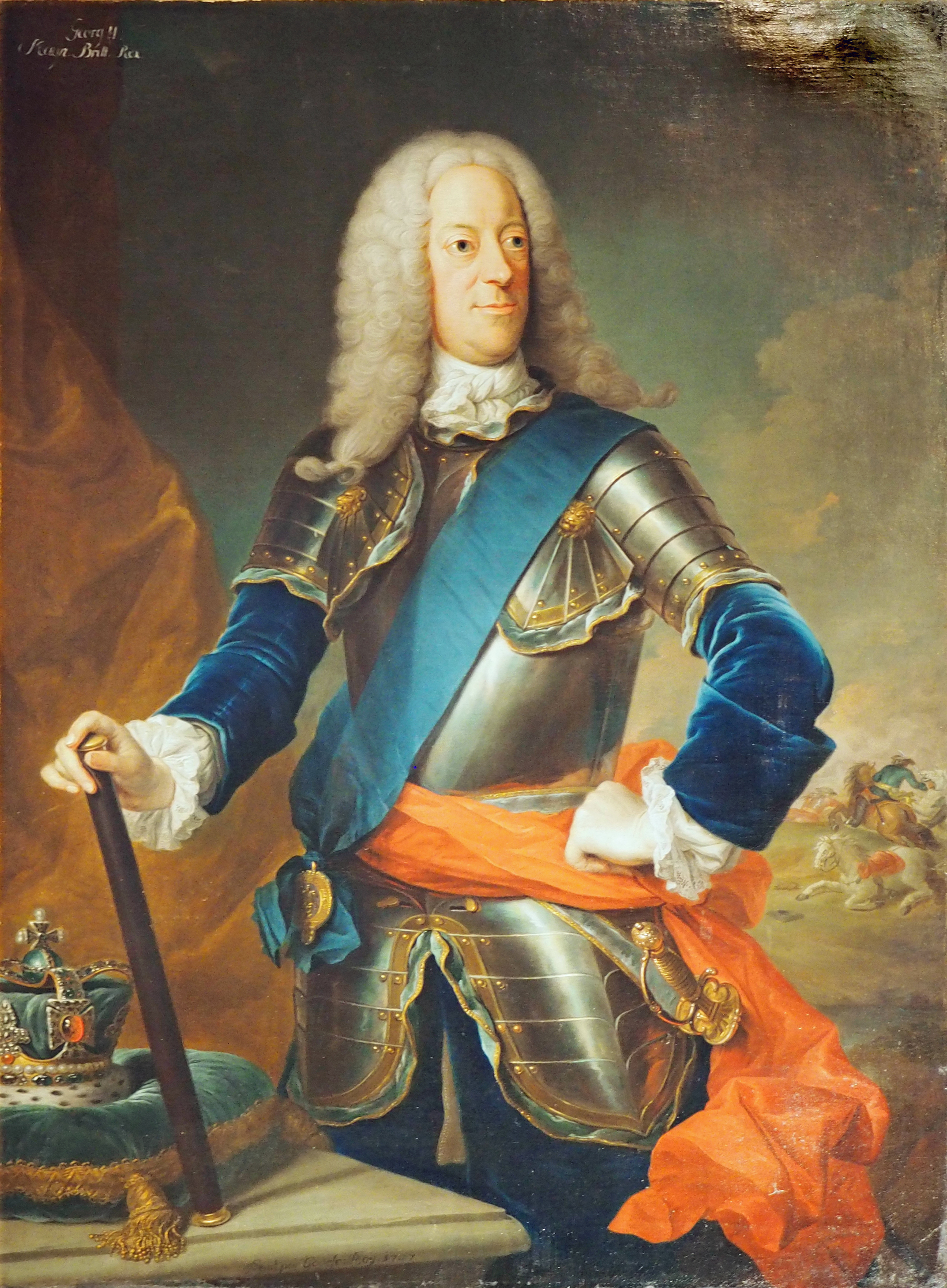
Anglickým králem se stal Jiří II.

- Dánsko-Norsko – Frederik IV. (1699–1730)
- Francie – Ludvík XV. (1715–1774)
- Habsburská monarchie – Karel VI. (1711–1740)
- Osmanská říše – Ahmed III. (1703–1730)
- Polsko – August II. (1709–1733)
- Portugalsko – Jan V. (1706–1750)
- Prusko – Fridrich Vilém I. (1713–1740)
- Rusko – Kateřina I. (1725–1727) / Petr II. (1727–1730)
- Španělsko – Filip V. (1724–1746)
- Švédsko – Frederik I. (1720–1751)
- Velká Británie – Jiří I. (1714–1727) / Jiří II. (1727–1760)
- Papež – Benedikt XIII. (1724–1730)
- Japonsko – Nakamikado (1709–1735)
- Perská říše – Tahmásp II. (1722–1732)